# Jakub Jankto
Jakub Jankto, född 19 januari 1996, är en tjeckisk fotbollsspelare som spelar för Sparta Prag, på lån från spanska Getafe. Han representerar även Tjeckiens landslag.
2017 blev han vald till årets talang i Tjeckien.